# Steve Jackson (auteur de jeux américain)
Deux Steve Jackson officient dans le domaine du jeu. Nous parlons ici de l'américain.
Pour les articles homonymes, voir Jackson et Steve Jackson.
Steve Jackson, né en 1953 à Tulia (Texas), est un auteur de jeux de société et de jeux de rôle américain. C'est le fondateur de Steve Jackson Games (SJGames), maison d'édition spécialisée dans les mêmes domaines.

## Ludographie succincte

### Jeux de société
- Car Wars, 1982, Steve Jackson Games
- Illuminati, 1995, Steve Jackson Games
- Munchkin, 2001-2004, Steve Jackson Games / Ubik
- Zombie Dice, 2010, Steve Jackson Games

### Jeux de rôle
- The Fantasy Trip (en), 1978, Metagames ; publié sous la forme de petits jeux de société dans la collection « Microgames » : Melee et Wizard[1]
- GURPS, 1986, Steve Jackson Games

### Livres-jeux
Il a contribué à trois livres-jeu de la collection Défis fantastiques dirigée par son homonyme britannique :
- Le no 8, Le Marais aux Scorpions (Scorpion Swamp) (1984) ;
- Le no 19, Les Démons des Profondeurs (Demons of the Deep) (1986) ;
- Le no 22, La Grande Menace des Robots (Robot Commando) (1986).

Il est également auteur des deux premiers tomes de la série de livres-jeu Cars Wars dont il est le créateur, édités en France chez Hachette dans la gamme Haute Tension :
- À fond la caisse (Battle Road) (1986) ;
- Panne sèche (Fuel's Gold) (1986).